# Arabiska havet

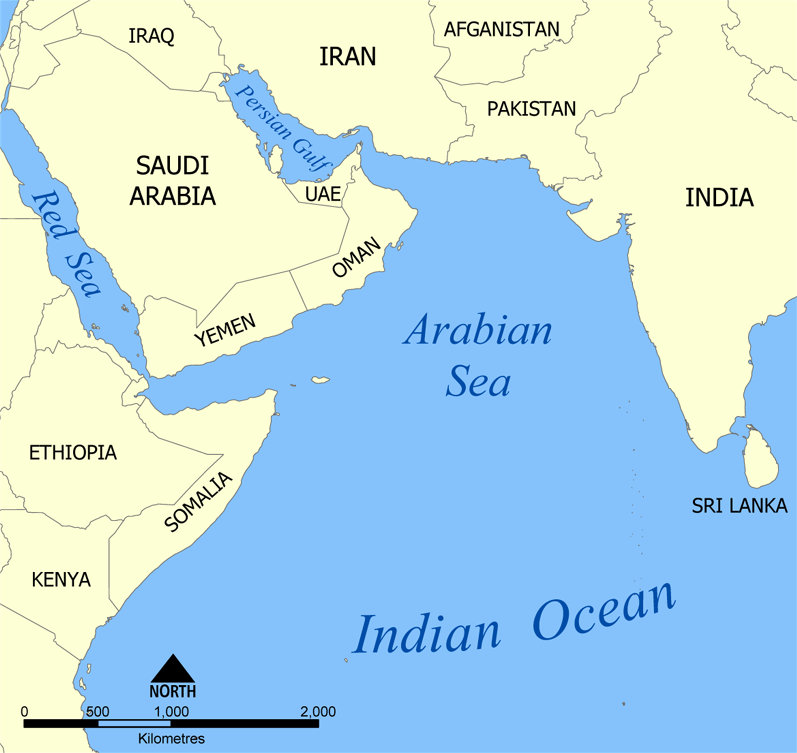
Arabiska havet

Arabiska havet, ofta även Arabiska sjön, är den del av Indiska oceanen som är belägen mellan Indien och Arabiska halvön. Genom Adenviken och sundet Bab al-Mandab står Arabiska havet i förbindelse med Röda havet och genom Omanviken och Hormuzsundet med Persiska viken. 